# Lijst van rijksmonumenten in Veenhuizen (Noordenveld)
De plaats Veenhuizen telt 124 inschrijvingen in het rijksmonumentenregister. Hieronder een overzicht. 
Voor een overzicht van beschikbare afbeeldingen zie de categorie Rijksmonumenten in Veenhuizen op Wikimedia Commons.
| Object                                                               | Oorspronkelijke functie?  | Bouwjaar                                        | Architect                                     | Locatie                   | Coördinaten?                 | Nr.?   | Afbeelding                                                     |
| -------------------------------------------------------------------- | ------------------------- | ----------------------------------------------- | --------------------------------------------- | ------------------------- | ---------------------------- | ------ | -------------------------------------------------------------- |
| Koepelkerk                                                           | Kerk en kerkonderdeel     | 1825-'26 1960-'61 (rest.)                       | H. Wind                                       | Hoofdweg 112              | 53° 1' 52" NB, 6° 23' 36" OL | 30801  | Meer afbeeldingen                                              |
| St. Hieronymus Aemilianuskerk                                        | Kerk en kerkonderdeel     | 1891-'93 ca. 1965 (rest.) 1998-'99              | W.C. Metzelaar                                | Kerklaan 6                | 53° 1' 53" NB, 6° 23' 43" OL | 422057 | Meer afbeeldingen                                              |
| Sluis II                                                             | Waterkering en -doorlaat  | 1900                                            | J. Strootman                                  | t.o. Hoofdweg 162         | 53° 2' 11" NB, 6° 22' 37" OL | 469402 | Meer afbeeldingen                                              |
| Sluis III                                                            | Waterkering en -doorlaat  | ca. 1900                                        | verm. J. Strootman                            | bij Dom. Germsweg 1       | 53° 2' 16" NB, 6° 22' 25" OL | 469403 | Sluis III                                                      |
| Verenigingsgebouw                                                    | Vergadering en vereniging | 1920-'22 1992-'93 (aanbouw)                     | S. Wijn                                       | Hoofdweg 116              | 53° 1' 53" NB, 6° 23' 32" OL | 469404 | Meer afbeeldingen                                              |
| Klein Soestdijk (directeurswoning)                                   | Dienstwoning              | 1859                                            | J.F. Metzelaar                                | Hoofdweg 118              | 53° 1' 54" NB, 6° 23' 26" OL | 469405 | Meer afbeeldingen                                              |
| Synagoge                                                             | Kerk en kerkonderdeel     | 1839 1893 (verb.) 1960 (aanbouw)                | W.C. Metzelaar (1893)                         | Hoofdweg 120              | 53° 1' 56" NB, 6° 23' 21" OL | 469406 | Meer afbeeldingen                                              |
| Koetsierswoning                                                      | Dienstwoning              | ca. 1870                                        | J.F. Metzelaar                                | Hoofdweg 122              | 53° 1' 56" NB, 6° 23' 18" OL | 469407 | Meer afbeeldingen                                              |
| Maallust                                                             | Woonhuis                  | 1908                                            | W.C. Metzelaar                                | Hoofdweg 126-128          | 53° 1' 57" NB, 6° 23' 15" OL | 469408 | Meer afbeeldingen                                              |
| Graandrogerij                                                        | Handel en kantoor         | ca. 1860                                        |                                               | Hoofdweg 130              | 53° 1' 57" NB, 6° 23' 18" OL | 469409 | Graandrogerij                                                  |
| Werk en Bid (woningen zaalopziener 1e klas en magazijnmeester)       | Woonhuis                  | 1889                                            | W.C. Metzelaar                                | Hoofdweg 14-16            | 53° 1' 17" NB, 6° 25' 11" OL | 469410 | Werk en Bid (woningen zaalopziener 1e klas en magazijnmeester) |
| Woonhuis                                                             | Woonhuis                  | 1870                                            | J.F. Metzelaar                                | Hoofdweg 142              | 53° 1' 58" NB, 6° 23' 13" OL | 469411 | Meer afbeeldingen                                              |
| Twee woningen voor personeel van de zuivelfabriek                    | Woonhuis                  | 1904                                            | W.C. Metzelaar                                | Hoofdweg 144-146          | 53° 1' 58" NB, 6° 23' 11" OL | 469412 | Meer afbeeldingen                                              |
| Geestkracht (domineeswoning)                                         | Dienstwoning              | 1909 1919 (uitbr.)                              | W.C. Metzelaar                                | Hoofdweg 148              | 53° 1' 59" NB, 6° 23' 10" OL | 469413 | Meer afbeeldingen                                              |
| Nauwgezetheid (apothekerswoning)                                     | Dienstwoning              | 1909                                            | W.C. Metzelaar                                | Hoofdweg 150              | 53° 1' 59" NB, 6° 23' 8" OL  | 469414 | Meer afbeeldingen                                              |
| Excelsior (directiehotel met conciërgewoning) ("De Villa")           | Horeca                    | 1901                                            | W.C. Metzelaar                                | Hoofdweg 156              | 53° 2' 2" NB, 6° 23' 3" OL   | 469415 | Meer afbeeldingen                                              |
| Sluis II, dubbele sluiswachterswoning                                | Dienstwoning              | ca. 1880                                        |                                               | Hoofdweg 162-164          | 53° 2' 11" NB, 6° 22' 35" OL | 469416 | Meer afbeeldingen                                              |
| Voorm. schaapskooi                                                   | Boerderij                 | ca. 1900                                        |                                               | Hoofdweg 168              | 53° 2' 12" NB, 6° 22' 30" OL | 469418 | Meer afbeeldingen                                              |
| Huis en Haard (woningen commies en veenbaas)                         | Woonhuis                  | 1901                                            | W.C. Metzelaar                                | Hoofdweg 18-20            | 53° 1' 18" NB, 6° 25' 9" OL  | 469419 | Huis en Haard (woningen commies en veenbaas)                   |
| Werken is Leven                                                      | Woonhuis                  | 1909                                            | W.C. Metzelaar                                | Hoofdweg 22-24            | 53° 1' 19" NB, 6° 25' 7" OL  | 469420 | Werken is Leven                                                |
| Humaniteit (dokterswoning)                                           | Woonhuis                  | 1901                                            | W.C. Metzelaar                                | Hoofdweg 26               | 53° 1' 20" NB, 6° 25' 3" OL  | 469421 | Meer afbeeldingen                                              |
| Opvoeding (dubbele onderwijzerswoning)                               | Woonhuis                  | 1901                                            | W.C. Metzelaar                                | Hoofdweg 28-30            | 53° 1' 21" NB, 6° 25' 1" OL  | 469422 | Opvoeding (dubbele onderwijzerswoning)                         |
| Woonhuis rijksveldwachter                                            | Dienstwoning              | verm. ca. 1875 1905 (verb.)                     | W.C. Metzelaar (1905)                         | Hoofdweg 47               | 53° 1' 24" NB, 6° 24' 43" OL | 469423 | Woonhuis rijksveldwachter                                      |
| Woonhuis schaapsherder                                               | Woonhuis                  | ca. 1900                                        | W.C. Metzelaar                                | Hoofdweg 53               | 53° 1' 48" NB, 6° 23' 35" OL | 469424 | Meer afbeeldingen                                              |
| Flink en Vlug                                                        | Woonhuis                  | ca. 1900                                        | W.C. Metzelaar                                | Hoofdweg 76-78            | 53° 1' 43" NB, 6° 23' 55" OL | 469425 | Flink en Vlug                                                  |
| 3                                                                    | Woonhuis                  | 1910                                            | W.C. Metzelaar                                | Dom. Germsweg 1           | 53° 2' 16" NB, 6° 22' 25" OL | 478430 | 3                                                              |
| Schutsluis Vijfde Wijk                                               | Waterkering en -doorlaat  | 1897                                            | verm. J. Strootman                            | bij Hoofdweg 156          | 53° 2' 3" NB, 6° 23' 2" OL   | 478432 | Meer afbeeldingen                                              |
| Twee woningen                                                        | Woonhuis                  | 1919                                            | J.G. Robbers                                  | Gen. V.d. Boschweg 34     | 53° 2' 16" NB, 6° 23' 16" OL | 478433 | Twee woningen                                                  |
| Arbeid is Zegen                                                      | Woonhuis                  | 1908                                            | W.C. Metzelaar                                | Gen. V.d. Boschweg 8-10   | 53° 2' 6" NB, 6° 23' 7" OL   | 478435 | Meer afbeeldingen                                              |
| Kennis is Macht                                                      | Woonhuis                  | 1908                                            | W.C. Metzelaar                                | Gen. V.d. Boschweg 12-14  | 53° 2' 7" NB, 6° 23' 8" OL   | 478436 | Meer afbeeldingen                                              |
| Orde en Tucht                                                        | Woonhuis                  | 1908                                            | W.C. Metzelaar                                | Gen. V.d. Boschweg 11-13  | 53° 2' 25" NB, 6° 23' 20" OL | 478437 | Meer afbeeldingen                                              |
| P en Q                                                               | Woonhuis                  | 1907                                            | W.C. Metzelaar                                | Gen. V.d. Boschweg 16-18  | 53° 2' 9" NB, 6° 23' 9" OL   | 478438 | P en Q                                                         |
| Vooruit (woningen bakkersbaas/-opzichter en onderdirecteur landbouw) | Woonhuis                  | 1889                                            | W.C. Metzelaar                                | Gen. V.d. Boschweg 50     | 53° 2' 21" NB, 6° 23' 20" OL | 478439 | Meer afbeeldingen                                              |
| Leering door Voorbeeld (woonhuis hoofd der school)                   | Woonhuis                  | 1909                                            | W.C. Metzelaar                                | Gen. V.d. Boschweg 38     | 53° 2' 17" NB, 6° 23' 16" OL | 478441 | Meer afbeeldingen                                              |
| Voorm. schaapskooi                                                   | Boerderij                 | ca. 1930                                        |                                               | Gen. V.d. Boschweg 5      | 53° 2' 20" NB, 6° 23' 15" OL | 478442 | Meer afbeeldingen                                              |
| Ruimzicht (woning adjunct-directeur landbouw)                        | Woonhuis                  | 1904                                            | W.C. Metzelaar                                | Gen. V.d. Boschweg 6      | 53° 2' 5" NB, 6° 23' 5" OL   | 478443 | Meer afbeeldingen                                              |
| Hospitaal, ijskelder                                                 | Tuin, park en plantsoen   | ca. 1895                                        | verm. W.C. Metzelaar                          | bij Hospitaallaan 14      | 53° 2' 37" NB, 6° 23' 41" OL | 478444 | Meer afbeeldingen                                              |
| Kazerne van de Marechaussee                                          | Militair verblijfsgebouw  | 1886 1902 (verb.)                               | W.C. Metzelaar                                | Hospitaallaan 5           | 53° 2' 33" NB, 6° 23' 27" OL | 478445 | Meer afbeeldingen                                              |
| R en S                                                               | Woonhuis                  | 1909                                            | W.C. Metzelaar                                | Hospitaallaan 13-15       | 53° 2' 34" NB, 6° 23' 30" OL | 478446 | Meer afbeeldingen                                              |
| T en U                                                               | Woonhuis                  | 1909                                            | W.C. Metzelaar                                | Hospitaallaan 17-19       | 53° 2' 35" NB, 6° 23' 30" OL | 478448 | T en U                                                         |
| Toewijding (woning geneesheer)                                       | Dienstwoning              | 1893                                            | W.C. Metzelaar                                | Hospitaallaan 16          | 53° 2' 37" NB, 6° 23' 35" OL | 478449 | Meer afbeeldingen                                              |
| Bitter en Zoet (apotheek annex woning assistent-apotheker)           | Gezondheidszorg           | 1893                                            | W.C. Metzelaar                                | Hospitaallaan 20          | 53° 2' 37" NB, 6° 23' 36" OL | 478450 | Meer afbeeldingen                                              |
| Plichtgevoel (apothekerswoning)                                      | Dienstwoning              | 1893                                            | W.C. Metzelaar                                | Hospitaallaan 24          | 53° 2' 38" NB, 6° 23' 36" OL | 478451 | Meer afbeeldingen                                              |
| Controle (woning huismeester hospitaal)                              | Woonhuis                  | 1905                                            | W.C. Metzelaar                                | Hospitaallaan 2           | 53° 2' 36" NB, 6° 23' 34" OL | 478452 | Meer afbeeldingen                                              |
| Drie woningen voor ziekenhuispersoneel                               | Dienstwoning              | 1893 1908 (verb.)                               | W.C. Metzelaar                                | Hospitaallaan 26-30       | 53° 2' 39" NB, 6° 23' 38" OL | 478453 | Meer afbeeldingen                                              |
| Ontwikkeling (twee woningen voor ziekenhuispersoneel)                | Woonhuis                  | 1909                                            | W.C. Metzelaar                                | Hospitaallaan 37-39       | 53° 2' 40" NB, 6° 23' 34" OL | 478454 | Meer afbeeldingen                                              |
| Helpt Elkander (twee woningen voor ziekenhuispersoneel)              | Woonhuis                  | 1909                                            | W.C. Metzelaar                                | Hospitaallaan 41-43       | 53° 2' 41" NB, 6° 23' 35" OL | 478455 | Meer afbeeldingen                                              |
| Een van Zin (twee woningen voor ziekenhuispersoneel)                 | Woonhuis                  | 1909                                            | W.C. Metzelaar                                | Hospitaallaan 45-47       | 53° 2' 42" NB, 6° 23' 36" OL | 478456 | Meer afbeeldingen                                              |
| Voorm. Hulphospitaal                                                 | Gezondheidszorg           | 1893                                            | W.C. Metzelaar                                | Hospitaallaan 10          | 53° 2' 37" NB, 6° 23' 39" OL | 478459 | Hulphospitaal Voorm. Hulphospitaal                             |
| Hospitaal, centrale keuken                                           | Gezondheidszorg           | ca. 1893                                        | W.C. Metzelaar                                | Hospitaallaan 8           | 53° 2' 36" NB, 6° 23' 38" OL | 478460 | Meer afbeeldingen                                              |
| Hospitaal, lijkenhuis                                                | Begraafplaats en -onderdl | 1893                                            | W.C. Metzelaar                                | Hospitaallaan 8           | 53° 2' 36" NB, 6° 23' 38" OL | 478461 | Meer afbeeldingen                                              |
| Schoolgebouw met woning (School met de Bijbel)                       | Onderwijs en wetenschap   | 1927                                            |                                               | Kerklaan 10               | 53° 1' 55" NB, 6° 23' 43" OL | 478462 | Meer afbeeldingen                                              |
| 1 en 2                                                               | Woonhuis                  | 1908                                            | W.C. Metzelaar                                | Kerklaan 2-4              | 53° 1' 51" NB, 6° 23' 40" OL | 478463 | Meer afbeeldingen                                              |
| Rooms-katholieke pastorie                                            | Kerkelijke dienstwoning   | 1908                                            | W.C. Metzelaar                                | Kerklaan 8                | 53° 1' 53" NB, 6° 23' 44" OL | 478465 | Meer afbeeldingen                                              |
| Voorm. aardappelbewaarplaats                                         | Boerderij                 | ca. 1880                                        |                                               | Limietweg                 | 53° 1' 36" NB, 6° 24' 31" OL | 478466 | Aardappelbewaarplaats Voorm. aardappelbewaarplaats             |
| V, W en X                                                            | Woonhuis                  | ca. 1910                                        | W.C. Metzelaar                                | Meidoornlaan 17-19-21     | 53° 2' 19" NB, 6° 23' 50" OL | 478467 | V, W en X                                                      |
| Y en Y'                                                              | Woonhuis                  | 1910                                            | W.C. Metzelaar                                | Meidoornlaan 23-25        | 53° 2' 20" NB, 6° 23' 48" OL | 478468 | Y en Y'                                                        |
| Z en Z'                                                              | Woonhuis                  | 1910                                            | W.C. Metzelaar                                | Meidoornlaan 27-29        | 53° 2' 20" NB, 6° 23' 47" OL | 478469 | Z en Z'                                                        |
| Twee woningen                                                        | Woonhuis                  | ca. 1920                                        | J.G. Robbers                                  | Meidoornlaan 20-22        | 53° 2' 20" NB, 6° 23' 51" OL | 478470 | Meer afbeeldingen                                              |
| Twee woningen                                                        | Woonhuis                  | ca. 1920                                        | J.G. Robbers                                  | Meidoornlaan 32-34        | 53° 2' 22" NB, 6° 23' 46" OL | 478471 | Twee woningen                                                  |
| Woning                                                               | Woonhuis                  | ca. 1920                                        | J.G. Robbers                                  | Meidoornlaan 36           | 53° 2' 23" NB, 6° 23' 44" OL | 478472 | Woning                                                         |
| Woning                                                               | Woonhuis                  | 1887                                            | W.C. Metzelaar                                | Meidoornlaan 2            | 53° 2' 17" NB, 6° 24' 1" OL  | 478473 | Meer afbeeldingen                                              |
| 4 en 4'                                                              | Woonhuis                  | ca. 1910                                        | W.C. Metzelaar                                | Meidoornlaan 24-26        | 53° 2' 21" NB, 6° 23' 49" OL | 478474 | Meer afbeeldingen                                              |
| 5 en 5'                                                              | Woonhuis                  | ca. 1910                                        | W.C. Metzelaar                                | Meidoornlaan 28-30        | 53° 2' 22" NB, 6° 23' 47" OL | 478475 | Meer afbeeldingen                                              |
| Verdraagzaamheid                                                     | Woonhuis                  | 1909                                            | W.C. Metzelaar                                | Meidoornlaan 31-33        | 53° 2' 21" NB, 6° 23' 45" OL | 478476 | Meer afbeeldingen                                              |
| Esserheem (Rijkswerkinrichting Tweede Gesticht)                      | Gerechtsgebouw            | 1895-1900 1965 (verb.) 1989-'90 (verb.)         | W.C. Metzelaar Bureau C. Kalfsbeek (1989-'90) | Meidoornlaan 38           | 53° 2' 26" NB, 6° 23' 39" OL | 478477 | Meer afbeeldingen                                              |
| Vrede en Recht                                                       | Woonhuis                  | 1909                                            | W.C. Metzelaar                                | Meidoornlaan 39-41        | 53° 2' 22" NB, 6° 23' 42" OL | 478478 | Meer afbeeldingen                                              |
| Voorm. leprozenhuis                                                  | Gezondheidszorg           | 1867                                            |                                               | Meidoornlaan 40           | 53° 2' 34" NB, 6° 23' 39" OL | 478479 | Leprozenhuis Voorm. leprozenhuis                               |
| Levenslust                                                           | Woonhuis                  | 1908                                            | W.C. Metzelaar                                | Meidoornlaan 43-45        | 53° 2' 24" NB, 6° 23' 37" OL | 478480 | Meer afbeeldingen                                              |
| Hou en Trouw                                                         | Woonhuis                  | 1897                                            | W.C. Metzelaar                                | Meidoornlaan 47-49        | 53° 2' 24" NB, 6° 23' 37" OL | 478481 | Meer afbeeldingen                                              |
| A en B                                                               | Woonhuis                  | 1901                                            | W.C. Metzelaar                                | Plantsoenstraat 10-12     | 53° 1' 9" NB, 6° 25' 29" OL  | 478482 | A en B                                                         |
| C en D                                                               | Woonhuis                  | 1901                                            | W.C. Metzelaar                                | Oude Asserstraat 1-3      | 53° 1' 8" NB, 6° 25' 30" OL  | 478483 | C en D                                                         |
| E en F                                                               | Woonhuis                  | 1901                                            | W.C. Metzelaar                                | Oude Asserstraat 10-12    | 53° 1' 7" NB, 6° 25' 31" OL  | 478484 | E en F                                                         |
| G en H                                                               | Woonhuis                  | 1901                                            | W.C. Metzelaar                                | Oude Asserstraat 14-16    | 53° 1' 8" NB, 6° 25' 34" OL  | 478485 | G en H                                                         |
| I en K                                                               | Woonhuis                  | 1901                                            | W.C. Metzelaar                                | Oude Asserstraat 6-8      | 53° 1' 6" NB, 6° 25' 32" OL  | 478486 | I en K                                                         |
| L en M                                                               | Woonhuis                  | 1901                                            | W.C. Metzelaar                                | Plantsoenstraat 2-4       | 53° 1' 7" NB, 6° 25' 27" OL  | 478487 | L en M                                                         |
| N en O                                                               | Woonhuis                  | 1901                                            | W.C. Metzelaar                                | Plantsoenstraat 6-8       | 53° 1' 9" NB, 6° 25' 26" OL  | 478488 | N en O                                                         |
| Norgerhaven (Rijkswerkinrichting Eerste Gesticht)                    | Gerechtsgebouw            | 1897-1903 1965 (verb.) 1989-'90 (verb.)         | W.C. Metzelaar Bureau C. Kalfsbeek (1989-'90) | Oude Asserstraat 20       | 53° 1' 10" NB, 6° 25' 33" OL | 478489 | Meer afbeeldingen                                              |
| Brandweerkazerne                                                     | Overheidsgebouw           | ca. 1925                                        |                                               | Oude Gracht 10            | 53° 2' 30" NB, 6° 23' 34" OL | 478491 | Meer afbeeldingen                                              |
| Werkzaamheid (drie woningen)                                         | Woonhuis                  | 1887                                            | W.C. Metzelaar                                | Oude Gracht 12-16         | 53° 2' 31" NB, 6° 23' 33" OL | 478492 | Meer afbeeldingen                                              |
| Werkzaamheid (drie woningen)                                         | Woonhuis                  | 1887                                            | W.C. Metzelaar                                | Oude Gracht 18-22         | 53° 2' 31" NB, 6° 23' 31" OL | 478493 | Werkzaamheid (drie woningen)                                   |
| Voorm. schoolgebouw                                                  | Onderwijs en wetenschap   | 1875                                            | J.F. Metzelaar                                | Oude Gracht 2             | 53° 2' 25" NB, 6° 23' 24" OL | 478494 | Meer afbeeldingen                                              |
| Voorm. cellengebouw (Rode Pannen)                                    | Gerechtsgebouw            | 1860 1889 (verb.) 1939-'40 (uitbr.)             | A.C. Pierson W.C. Metzelaar (1889)            | Oude Gracht 30            | 53° 2' 31" NB, 6° 23' 21" OL | 478495 | Cellengebouw 1 Voorm. cellengebouw (Rode Pannen)               |
| Voorm. cellengebouw, dienstwoning                                    | Dienstwoning              | 1889                                            | W.C. Metzelaar                                | Oude Gracht 32            | 53° 2' 31" NB, 6° 23' 20" OL | 478496 | Meer afbeeldingen                                              |
| Slachthuis                                                           | Industrie                 | 1891                                            | W.C. Metzelaar                                | Oude Gracht 40            | 53° 2' 28" NB, 6° 23' 17" OL | 478498 | Slachthuis                                                     |
| Electriciteitscentrale                                               | Nutsbedrijf               | 1912 1919 (uitbr.)                              | W.C. Metzelaar                                | Oude Gracht 8a            | 53° 2' 17" NB, 6° 23' 24" OL | 478499 | Meer afbeeldingen                                              |
| Drie woningen voor personeel van het Derde Gesticht                  | Woonhuis                  | 1884                                            | W.C. Metzelaar                                | Oude Norgerweg 4-8        | 53° 3' 1" NB, 6° 23' 33" OL  | 478500 | Upload foto                                                    |
| Werkgesticht Norgerhaven Rust Roest Werklust                         | Gerechtsgebouw            | 1884-'90                                        | W.C. Metzelaar                                | Plantsoenstraat 5         | 53° 1' 10" NB, 6° 25' 21" OL | 478501 | Meer afbeeldingen                                              |
| Sluis I                                                              | Waterkering en -doorlaat  | 1900                                            | J. Strootman                                  | Kolonievaart              | 53° 1' 36" NB, 6° 24' 31" OL | 478503 | Meer afbeeldingen                                              |
| Houten klapbrug                                                      | Brug                      | waarsch. ca. 1870                               |                                               | Veenweg                   | 53° 0' 54" NB, 6° 25' 28" OL | 478504 | Houten klapbrug                                                |
| De Fleddervoort                                                      | Onderwijs en wetenschap   | 1903 1993-'94 (verb.)                           | W.C. Metzelaar                                | Hoofdweg 32               | 53° 1' 22" NB, 6° 24' 58" OL | 478505 | Meer afbeeldingen                                              |
| De Tien Geboden (zes dienstwoningen)                                 | Dienstwoning              | 1919                                            | J.G. Robbers                                  | Hoofdweg 56-66            | 53° 1' 33" NB, 6° 24' 24" OL | 478506 | Tien Geboden De Tien Geboden (zes dienstwoningen)              |
| De Tien Geboden (vier dienstwoningen)                                | Dienstwoning              | 1919                                            | J.G. Robbers                                  | Hoofdweg 68-74            | 53° 1' 34" NB, 6° 24' 22" OL | 478507 | Tien Geboden De Tien Geboden (vier dienstwoningen)             |
| Hoeve 8                                                              | Boerderij                 | 1890                                            | W.C. Metzelaar                                | Esweg 5                   | 53° 1' 42" NB, 6° 24' 15" OL | 479145 | Meer afbeeldingen                                              |
| Hoeve 8, overkapping mestvaalt                                       | Boerderij                 | 1890                                            |                                               | bij Esweg 5               | 53° 1' 42" NB, 6° 24' 15" OL | 479146 | Meer afbeeldingen                                              |
| Hoeve 1, schuur                                                      | Boerderij                 | 1870                                            |                                               | bij Gen. V.d. Boschweg 46 | 53° 2' 19" NB, 6° 23' 18" OL | 479147 | Meer afbeeldingen                                              |
| Hoeve 1, woning                                                      | Woonhuis                  | 1930                                            |                                               | Gen. V.d. Boschweg 46     | 53° 2' 19" NB, 6° 23' 18" OL | 479148 | Meer afbeeldingen                                              |
| Hoeve 1, overkapping mestvaalt                                       | Boerderij                 | 1930                                            |                                               | bij Gen. V.d. Boschweg 46 | 53° 2' 19" NB, 6° 23' 18" OL | 479149 | Meer afbeeldingen                                              |
| Hoeve 1, wagenloods                                                  | Boerderij                 | 1930                                            |                                               | Gen. V.d. Boschweg 48     | 53° 2' 20" NB, 6° 23' 20" OL | 479152 | Meer afbeeldingen                                              |
| Brandspuithuis                                                       | Overheidsgebouw           | 1925                                            | S. Wijn                                       | bij Gen. V.d. Boschweg 46 | 53° 2' 19" NB, 6° 23' 18" OL | 479153 | Meer afbeeldingen                                              |
| Hoeve 2                                                              | Boerderij                 | 1890                                            | W.C. Metzelaar                                | Gen. V.d. Boschweg 20     | 53° 2' 9" NB, 6° 23' 12" OL  | 479154 | Meer afbeeldingen                                              |
| Hoeve 2, wagenloods                                                  | Boerderij                 | 1890                                            |                                               | bij Gen. V.d. Boschweg 20 | 53° 2' 9" NB, 6° 23' 12" OL  | 479156 | Upload foto                                                    |
| Woning voor de schaapsherder                                         | Woonhuis                  | ca. 1875                                        | J.F. Metzelaar                                | Hoofdweg 166              | 53° 2' 12" NB, 6° 22' 32" OL | 479159 | Woning voor de schaapsherder                                   |
| Hoeve 5                                                              | Boerderij                 | 1930                                            |                                               | Hospitaallaan 48          | 53° 2' 44" NB, 6° 23' 43" OL | 479194 | Hoeve 5                                                        |
| Hoeve 5, bijschuur                                                   | Boerderij                 | 1930                                            |                                               | bij Hospitaallaan 48      | 53° 2' 44" NB, 6° 23' 43" OL | 479195 | Upload foto                                                    |
| Hoeve 5, varkensschuur                                               | Boerderij                 | 1930                                            |                                               | bij Hospitaallaan 48      | 53° 2' 44" NB, 6° 23' 43" OL | 479196 | Upload foto                                                    |
| Hoeve 5, stookhut                                                    | Boerderij                 | 1930                                            |                                               | bij Hospitaallaan 48      | 53° 2' 44" NB, 6° 23' 43" OL | 479197 | Upload foto                                                    |
| Hoeve 5, overkapping mestvaalt                                       | Boerderij                 | 1930                                            |                                               | bij Hospitaallaan 48      | 53° 2' 44" NB, 6° 23' 53" OL | 479198 | Upload foto                                                    |
| Hospitaal, hoofdgebouw (Vertrouw op God)                             | Gezondheidszorg           | 1893 1920-'22 (uitbr.)                          | W.C. Metzelaar                                | Hospitaallaan 6           | 53° 2' 36" NB, 6° 23' 37" OL | 479201 | Meer afbeeldingen                                              |
| Hoeve 4                                                              | Boerderij                 | 1890                                            | W.C. Metzelaar                                | Kerklaan 56               | 53° 2' 15" NB, 6° 24' 3" OL  | 479221 | Meer afbeeldingen                                              |
| Hoeve 4, wagenloods                                                  | Boerderij                 | 1890                                            |                                               | bij Kerklaan 56           | 53° 2' 15" NB, 6° 24' 3" OL  | 479222 | Meer afbeeldingen                                              |
| Hoeve 4, overkapping mestvaalt                                       | Boerderij                 | 1890                                            |                                               | bij Kerklaan 56           | 53° 2' 15" NB, 6° 24' 3" OL  | 479223 | Meer afbeeldingen                                              |
| Gevangenis (Tweede Gesticht)                                         | Sociale zorg, liefdadigh. | 1823 1900 (verb.) 1928 (garage)                 | J. van den Bosch                              | Oude Gracht 15            | 53° 2' 30" NB, 6° 23' 29" OL | 479225 | Meer afbeeldingen                                              |
| Klokkenstoel                                                         | Vanwege onderdelen kerk   |                                                 |                                               | bij Oude Gracht 15        | 53° 2' 30" NB, 6° 23' 30" OL | 479226 | Meer afbeeldingen                                              |
| De Werf (timmerwerkplaats)                                           | Industrie                 | ca. 1890                                        | W.C. Metzelaar                                | Oude Gracht 4             | 53° 2' 24" NB, 6° 23' 25" OL | 479366 | Meer afbeeldingen                                              |
| De Werf (uitbr. timmerwerkplaats, portiersgebouw)                    | Industrie                 | ca. 1870 (werkplaats) ca. 1930 (portiersgebouw) |                                               | bij Oude Gracht 4         | 53° 2' 24" NB, 6° 23' 25" OL | 479367 | Meer afbeeldingen                                              |
| Stoomhoeve                                                           | Boerderij                 | 1890                                            | W.C. Metzelaar                                | Stoomweg 3                | 53° 2' 60" NB, 6° 23' 22" OL | 479368 | Upload foto                                                    |
| Stoomhoeve, schuur                                                   | Boerderij                 | 1870                                            |                                               | bij Stoomweg 3            | 53° 2' 60" NB, 6° 23' 22" OL | 479369 | Upload foto                                                    |
| Stoomhoeve, overkapping mestvaalt                                    | Boerderij                 | 1890                                            |                                               | bij Stoomweg 3            | 53° 2' 60" NB, 6° 23' 22" OL | 479370 | Upload foto                                                    |
| Stoomhoeve, wagenloods                                               | Boerderij                 | 1890                                            |                                               | bij Stoomweg 3            | 53° 2' 60" NB, 6° 23' 22" OL | 479371 | Upload foto                                                    |
| Stoomhoeve, stookhut                                                 | Boerderij                 | 1890                                            |                                               | bij Stoomweg 3            | 53° 2' 60" NB, 6° 23' 22" OL | 479372 | Upload foto                                                    |
| Voorm. katoenspinnerij ("Het Stoom")                                 | Industrie                 | 1839 1860 (verb.) 1920 (verb.) 1945 (verb.)     |                                               | Oude Norgerweg 3          | 53° 3' 3" NB, 6° 23' 32" OL  | 507543 | Meer afbeeldingen                                              |
| Aanleg van de begraafplaats                                          | Begraafplaats en -onderdl | 1831                                            |                                               | Eikenlaan tegenover 10    | 53° 2' 25" NB, 6° 24' 30" OL | 526786 | Meer afbeeldingen                                              |
| Lijkenhuis                                                           | Begraafplaats en -onderdl | tweede helft 19e eeuw                           |                                               | Eikenlaan tegenover 10    | 53° 2' 25" NB, 6° 24' 27" OL | 529293 | Meer afbeeldingen                                              |